# Вавилово (Дагестан)
Вави́лово — село в Дербентском районе Республики Дагестан. Входит в состав Хазарского сельсовета.

## География
Село находится у юго-западной окраины села Хазар, центра сельсовета, на расстоянии 8 км к юго-востоку от города Дербент, административного центра района.

## История
Село образовано на месте Дагестанской опытной станции ВИРа, названого в честь академика Н. И. Вавилова. Место для станции выбрал ещё сам академик Н. И. Вавилов в 1930-е годы, но основана она была только в 1969 году. Указом Президиума Верховного Совета РСФСР от 24 марта 1988 года селение Дагестанской опытной станции Всесоюзного института растениеводства переименовано в Вавилово.

## Население
| 1939 | 2002 | 2010 | 2021 |
| ---- | ---- | ---- | ---- |
| 63   | ↗234 | ↗236 | ↘154 |

### Национальный состав
По результатам Всероссийской переписи населения 2021 года:
| Народ         | Численность, чел. | Доля от всего населения, % |
| ------------- | ----------------- | -------------------------- |
| табасараны    | 66                | 42,86 %                    |
| лезгины       | 39                | 25,32 %                    |
| азербайджанцы | 36                | 23,38 %                    |
| кумыки        | 6                 | 3,90 %                     |
| русские       | 4                 | 2,60 %                     |
| агулы         | 3                 | 1,95 %                     |
| всего         | 154               | 100 %                      |